# Pály Elek
Pály Elek, született: Lukits Pál, névváltozat: Pályi, Lukics (Pápa, 1797. január 20. – Kolozsvár, 1846. március 4.) magyar színész, a magyar opera megalapítója.

## Élete
Lukits László és Csobak Borbála fia. Elvégezvén iskoláit, prémontrei pappá lett, azután Bécsben a karinthiai kapu melletti operaházban játszott. 1819-ben szülővárosában mint tanító működött, amikor Kilényi Dávid társulatához csatlakozott. 1822-ben a kolozsvári nemzeti színházhoz szerződtette nejével Ecsedi Jozefával együtt Káli Nagy Lázár igazgató, azután Temesvárt játszott a társulat és nyáron Szebenben; innen visszatért Kolozsvárra, ahol az akkor alakult színházi részvénytársaság szerződtette, s a nyári időszakban Erdély vidéki városaiban szerepelt a társasággal. 1826. január 18-án jutalomjátékául először adták elő Rossini Tolvaj szarkáját, magyarul (még Bécsben kezdte fordítani). Neje, Ecsedi Jozefa 1827. május 24-én Kolozsvárott meghalt és 1828-ban Botos Karolina színésznőt vette el. 1830-ban az erdélyi színtársulattal Kassára került és itt működött 1833-ig; ez évben a társaság kétfelé oszlott és Pály a tagok jobb részével Budára ment. 1835. augusztus 1-jétől három évre leszerződött a kolozsvári színházzal, de csak 1836. február 28-ig, 50 estén játszott, azután Marosvásárhelyre ment és Nagyváradra, ahol a színház június 19-én leégett és jelentékeny kárt szenvedett. Ekkor aztán Debrecenbe ment, 1836-37-ben ismét Kassán működött. 1842-ben mint igazgató Bukarestben játszott magyarul, németül, románul és a töredék francia társulattal, franciául; majd Brassón, Kézdivásárhelyen, Désen, Enyeden át társulatával Marosvásárhelyre érkezett, ahol társulata feloszlott. Egész életét a magyar színészetnek szentelte, amelynek nemcsak egyik buzgó, s kitűnő tagja volt, hanem azt idegen dalművek lefordításával magas színvonalra is emelte azt. Kolozsvárt halt meg 1846. március 4-én, Havi Mihály színész tartott fölötte gyászbeszédet, március 6-án.

## Fontosabb szerepei
- Almaviva (Rossini: A szevillai borbély)
- Don Ottavio (Mozart: Don Juan)
- Zampa (Hérold)
- Fra Diavolo (Auber)
- Masaniello (Auber: A portici néma)
- Víg Bence (Bäuerle: Ál-Catalani)

## Munkái
- A tolvaj szarka. Mulatságos érzékeny nagy dall-játék (opera) két felvonásban. Irta olasz nyelven Guilielmi. Magyarra ford. ... A muzsikáját írta Rossini Joachim. Kassa, 1828.
- A bűbájos vadász. Tüneményes nagy dalljáték (opera) három felv. Írta Kind Fridrik. Musikáját készítette néhai Weber Károly Mária. Ford. ... Uo. 1828. (Előadták: Büvös vadász cz. Budán, 1836 máj. 31., jún. 6., aug. 14. sat.).
- Egy óra. Tüneményes varázsjáték, karénekkel, három felv., angol nyelven írta Levis. Magyarra ford. (németből) ... A muzsikáját készítette báró Lannoy Londonban. Kassa, 1829. (Előadták Miskolczon 1832. ápr. 23. Debreczenben szept. 8., Budán 1834. szept. 27., azután Pesten is többször, Kassán 1874 ápr. 26.).
- Don Juan, vagy a kőbálvány vendég. Vitézi, szomorú, víg dalljáték, (opera) két felvon. Irta olasz nyelven abbate da Ponte. Magyarra ford. ... A muzsikáját készítette néhai Mozart Amadeus Farkas. Uo. 1829.
- A hó. Mulattató-dalljáték (opera) négy felv. Irta franczia nyelven Delavigne. Magyarra ford. ... Uo. 1830.
- A fejér asszony. Mulattató dalljáték (opera) három felv. Irta franczia nyelven Scribe; a muzsikáját készítette Boieldieu. Magyarra ford. Uo. 1830. (Előadták Debreczenben 1830 szept. 27.).
- Varázs síp. Nagy tüneményes dalljáték (opera) két felv. Német nyelven irta Schikaneder Emanuel. A muzsikáját készítette néhai Mozárt Amadeus Farkas. Közrebocsájtotta ... Uo. 1832. (Előadták Kassán, 1835 márcz. 28.).
- A halott rabló. Nézőjáték három felv. Irta Birch-Pfeifer Karolina. Magyarra ford. ... Uo. 1832. (Előadták Debreczenben 1832 szept. 25., 1835. szept. 14., Miskolczon nov. 15., Budán 1884 febr. 4., 1836 okt. 8., Kassán 1875 ápr. 10.).
- A méregkeverő. Szinjáték három felv. Irta franczia nyelven Scribe. Magyarra tette ... Szeged, 1836.
- Boldogasszony temploma harangozója. (Notre Dame). Évrajzi regényes dráma hat szakaszban. Hugo Viktor után magyarra tette és kiadta ... Kassa, 1836. (Pesten sokszor adták, a vidéki szinpadokon is, így Kassán 1862 decz. 28.).

### Kéziratban
- Arsenius, Az asszonygyülölő, két felv. Meiszl Károly után ford., zenéjét szerzé Gläser Ferenc. Előadták Budán 1833 okt. 20., nov. 12.);
- Pajzán ifju, vígjáték három felv. Kotzebue után ford. (Budán 1834 nov. 25.);
- Aline, golkondai királyné, vagy Pécs a világ más részében, tüneményes víg dalljáték három fel. Bäuerle munkája. Magyarra tette Kiss János szinész, dalait Pály Elek, zenéjét szerzé Müller Venczel (Előadták Pécsett 1835. máj. 27.);
- Csörgő sipka, Formenterai remete, Arany idő, József és testvérei, A kisértő hegyi lélek, énekes játékok;
- A svájczi család, Az éj királynője, Tankréd, A hamupehelyke s az eredeti Béla futása, operák. * Titus kegyessége, Metastasiótól, opera két felv. ford., zenéje Mozarttól (Kézirata a m. n. múzeumban);
- Borzasztó éj a sziklavölgyben, vagy: halál áldozatja az ördöghidján, melodr. ford., zenéje Drechslertől (kézirata a budapesti nemzeti szinháznál);
- Kézművesek lakomája, vígj. egy felv. ford.